# رولف فايفر
رولف فايفر هو عالم حاسوب سويسري، ولد في 1947 في زيورخ في سويسرا.